# Agathaumas
 (mars 2022).
Si vous disposez d'ouvrages ou d'articles de référence ou si vous connaissez des sites web de qualité traitant du thème abordé ici, merci de compléter l'article en donnant les références utiles à sa vérifiabilité et en les liant à la section « Notes et références ».
Genre
Espèces de rang inférieur
- Agathaumas sylvestris Cope, 1872
- Agathaumas milo Cope, 1874

Agathaumas (« grand habitant de la forêt ») est le nom donné aux restes d'un genre éteint de grands ceratopsiens qui vivait au Wyoming à la fin du Crétacé supérieur (Maastrichtien, soit de 70,6 à −66 Ma).
- Son nom signifie « grand prodige »
- Période : Crétacé (−145 Ma à −66 Ma)
- Habitat : Amérique du Nord
- Régime alimentaire : herbivore

## Espèces
Deux espèces ont été décrites par Edward Drinker Cope, A.sylvestris (1872) et A.milo (1874).
Tout d'abord décrit comme un hadrosaure, Agathaumas fut reconnu comme Ceratopsia qu'après la publication de Triceratops prorsus par Othniel Charles Marsh en 1889. Il s'agit alors du premier Ceratopsien décrit, et pour cette raison, Cope a proposé à l'époque la famille des Agathaumidae à la place de Ceratopsidae; mais cela n'a pas abouti. Vu la pauvreté de ses restes, Agathaumas est le plus souvent considéré comme un Neoceratopsia incertae sedis et nomen dubium; quelques auteurs en font cependant un Chasmosaurinae incertain.
La seconde espèce décrite, A.milo, est en fait, après études, un hadrosaure non-identifié, à rapporter au genre Edmontosaurus, ou encore à Thespesius.
Le genre se résume donc a A.sylvestris, donc l'espèce type. On sait cependant toujours très peu de chose de ce dinosaure, et il est possible qu’il s’agisse simplement d’un Triceratops ou d'un Torosaurus mal étiqueté.
A un moment, le genre Monoclonius (M.sphenocerus, mais qu'on sait désormais être également un nomen dubium et synonyme de Centrosaurus) fut considéré et classé comme une espèce du genre, donnant temporairement A.sphenocerus avant d'être mis par la suite dans son propre genre.

## Inventaire des fossiles retrouvés
- A. sylvestris : un sacrum partiel, des vertèbres et un pelvis.

## Dans la culture populaire
Bien que reconnu désormais presque unanimement par les scientifiques comme étant à l'évidence un genre qui n'a pas existé, bien que non encore de manière officielle, l'animal a néanmoins obtenu avec le temps une certaine notoriété qui persiste encore de nos jours.
L'Agathaumas s'est surtout fait remarquer dans le film Le Monde perdu de 1925 de Harry O. Hoyt, réalisé en Stop-motion, et adaptation du roman éponyme de d'Arthur Conan Doyle (l'inventeur de Sherlock Holmes). Dans le film, l'animal (un seul individu est montré de tout le film) combat lors d'une séquence un Allosaurus (le dinosaure carnivore principale du film) qu'il parvient à vaincre et à tuer en empalant ses cornes dans son ventre, avant de combattre un second Allosaure qui cette fois prend le dessus et le tue. C'est le seul Ceratopsidae avec le Tricératops (qui apparait également dans le film) à être présenté à l'écran. A noter que l'apparence de l'animal, qui deviendra son apparence définitive et la seule connue par ailleurs, est reprise d'une peinture (ici en haut à droite) du fameux paléoartiste Charle R. Knight de 1880 pour le paléontologue Edward Drinker Cope qui reprenait des traits du Monoclonius, une autres espèce de Cératopsien également aujourd'hui considéré comme un nomen dubium et reconnu comme étant Centrosaurus, avec quelques traits repris également du Tricératops et possiblement du Styracosaurus. Le Monoclonius était, en effet, durant un temps, considéré comme une espèce ou un parent proche du genre.

### Sources
- « Description du dinosaure Agathaumas », sur PaleoWiki